# Gurk, Knežova
Gurk je naselje v Občini Knežova v Okraju Trg na Koroškem v Avstriji.